# قيدان (إب)
قيدان هي إحدى قرى الجمهورية اليمنية. تتبع جغرافيا لمحافظة إب وإداريًا لمديرية القفر. يبلغ تعداد سكانها 1200 نسمة حسب الإحصاء الذي أجري عام 2004.